# Calocitta
Genre
Le genre Calocitta regroupe deux espèces de geais d'Amérique appartenant à la famille des Corvidae.

## Liste des espèces
D'après la classification de référence du Congrès ornithologique international (ordre phylogénique) :
- Calocitta colliei (Vigors, 1829) — Geai à face noire
- Calocitta formosa (Swainson, 1827) — Geai à face blanche